# Новопеределкино (станция метро)
«Новопереде́лкино» — станция Московского метрополитена на Солнцевской линии. Расположена под Боровским шоссе между улицами Шолохова и Чоботовской в районе Ново-Переделкино (ЗАО), по которому и получила своё название. Открыта 30 августа 2018 года, как и планировалось, в составе участка «Раменки» — «Рассказовка». Колонная двухпролётная станция мелкого заложения с одной островной платформой. Самая глубокая станция Московского метрополитена мелкого заложения (16 метров), не оснащённая эскалаторами.

## История
История станции начинается в 1973 году, когда Солнцевский (тогда — Киевский) радиус Арбатско-Покровской линии было предложено провести в посёлок Солнцево, только что получивший статус города: предполагалось прохождение линии по нынешнему Солнцевскому проспекту.
Первоначально станция проектировалась рядом с платформой Переделкино. В 1985 году, вместе с появлением проекта скоростных хордовых линий, станция «Новопеределкино» получила новое, сохраняющееся до сих пор, местоположение на перекрёстке Боровского шоссе и улицы Шолохова, а сам Солнцевский радиус стал частью хорды Солнцево — Мытищи.
В начале 2000-х предполагалось, что в Ново-Переделкино будет построена линия так называемого «лёгкого» метро. В 2011 году снова поднимался вопрос о строительстве участка до «Новопеределкино» в период до 2020 года, но в апреле 2012 года взамен станции «Новопеределкино» было предложено продлить в Солнцево Сокольническую линию.
В сентябре 2012 года, после отказа от этого проекта, было решено вернуться к проработке проекта Солнцевской линии. В феврале 2013 года мэр Сергей Собянин поднял вопрос о строительстве «Новопеределкино» к сентябрю 2017 года.

### Ход строительства
- Ноябрь 2013 года — март 2014 года. Подготовительные, геологоразведочные работы.
- Апрель 2014 года. В районе посадки станции перекрывается Боровское шоссе и расширен его дублёр. На месте станции заканчиваются земляные работы.
- Июль — август 2014 года. Началось раскрытие котлована станции.
- 8 мая 2015 года. Стартовало сооружение основных конструкций будущей станции, в частности, проводится монтаж тоннелепроходческого механизированного комплекса (ТПМК) в направлении станции «Боровское шоссе»[5].
- Февраль 2017 года. Начался монтаж рельсов в правом перегонном тоннеле между станциями «Рассказовка» и «Новопеределкино»[6].
- Июль 2017 года. Началась отделка станции[7].
- Ноябрь 2017 года. Готовность станции — 80 %. Идёт отделка станции, заканчивается монтаж световых коробов и инженерных систем[2][8].
- Март 2018 года. Началось остекление входных павильонов станции. Строительство основных конструкций станции завершено. Выполнена архитектурная отделка платформы, идёт отделка вестибюлей и технических помещений[9].
- 28 апреля 2018 года. Основные конструкции готовы, заканчивается архитектурная отделка, ведётся монтаж инженерного оборудования[10].
- 30 мая 2018 года. Архитектурная отделка платформы станции «Новопеределкино» выполнена в полном объёме[11].
- 21 июня 2018 года. Технический пуск Солнцевского радиуса от станции «Раменки» до станции «Рассказовка».
- Август 2018 года. Прохождение габарита и пробного поезда по станции.
- 25 августа 2018 года. Подключение станции к ранее действующему участку Солнцевской линии.
- 19 октября 2018 года. Завершено благоустройство территории у станции метро «Новопеределкино»[12].

АО «Мосинжпроект» — управляющая компания по строительству станции метро.

### Открытие станции
Станция открылась 30 августа 2018 года в составе участка «Раменки» — «Рассказовка», после ввода в эксплуатацию которого в Московском метрополитене стало 222 станции.

## Расположение и вестибюли
Станция «Новопеределкино» располагается в районе Ново-Переделкино Западного административного округа Москвы, напротив дома № 36 по Боровскому шоссе, к северо-востоку от пересечения с улицей Шолохова.
Имеется два подземных вестибюля с выходами на обе стороны Боровского шоссе и улицу Шолохова.

## Архитектура и оформление
На оформление станций «Новопеределкино» и «Солнцево» был организован открытый международный конкурс, в который были включены требования использовать в отделке только российские материалы и уложиться по стоимости работ по оформлению в 5 % от общей стоимости станции. Победитель выбирался комиссией на основе оценок профессионального жюри и результатов опроса жителей Москвы через сервис «Активный гражданин». Проект станции «Новопеределкино» архитектурного бюро «United Riga Architects» под руководством главного архитектора Евгения Леонова, хотя занял и не первое место по оценкам жюри, набрал наибольшее число голосов в опросе и был объявлен победителем. Компания получила право заключить договор с проектировщиком на использование своего архитектурно-художественного решения с ценой 3,5 млн рублей. В марте 2017 года Москомархитектура выдала свидетельство об утверждении архитектурно-градостроительного решения проекту, в основу которого положена концепция бюро «United Riga Architects». Авторы проекта — группа архитекторов под руководством Евгения Леонова: Александр Дембо, Лива Банка, Антон Гонда, Иван Галица, Лина Плавинская.
Оформление станции стилизовано под убранство теремов и палат старой Москвы. На светильниках при помощи перфорированных металлических панелей имитированы настенные росписи в виде травяных орнаментов, а вокруг колонн вестибюлей размещены световые короба, напоминающие своды палат. Для создания мягкого и рассеянного освещения за перфорированными стальными пластинами размещаются светопроникающие молочные панели со светодиодными излучателями внутри них, которые позволяют менять цвета освещения станции. Проект освещения создан Евгением Леоновым и компанией МДМ-Лайт: Алексей Звягин, Александр Астапенков, Эдуард Жегалин. Платформа отделана плитами из светлого гранита, перемежающимися полосами из тёмного магнезита. Стены станции, вестибюлей, лестниц и переходов облицованы панелями из алюмокомпозита.
| - Посадочная платформа - Название станции на путевой стене - Указатель на путевой стене - Потолок - Выход в город |

## Наземный общественный транспорт
На этой станции можно пересесть на следующие маршруты городского пассажирского транспорта:
- Автобусы: 32, с217, 259, 274, 296, 343, 507, 579, 750, 767, 950, н11